# Südenseehof
Südenseehof (dänisch Søndersøgaard) ist eine abgegangene Wasserburg aus dem Mittelalter am Südufer des Südensees bei Sörup in Schleswig-Holstein, die aus einem östlichen älteren und westlichen jüngeren Teil besteht. Vom jüngeren Teil verblieb heute ein Herrenhaus mit zugehörigen landwirtschaftlichen Betriebsgebäuden.

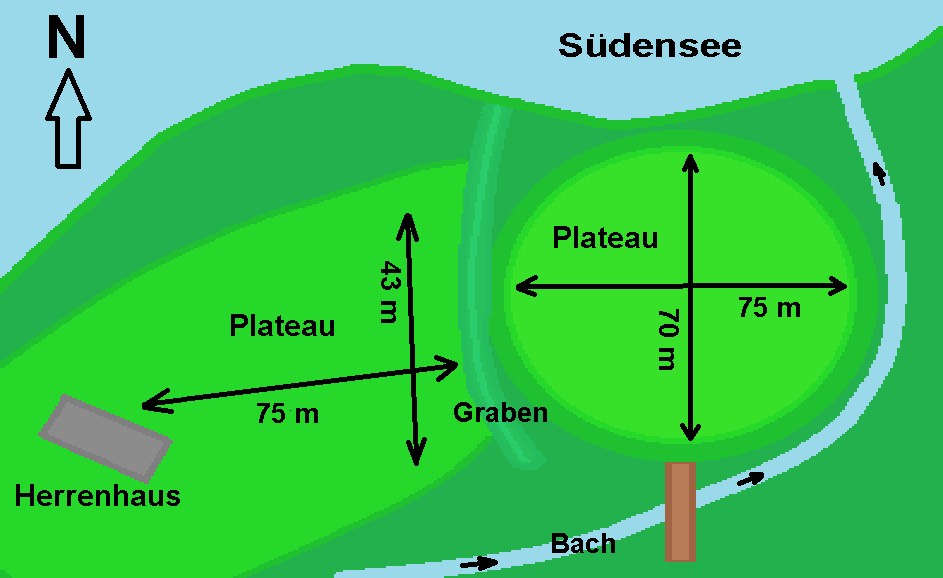
Skizze von der Fundstelle Südenseehof

## Hintergrund
Erstmals erwähnt wurde die Burganlage im Jahr 1472. Vom alten Burgbestand blieb bis heute ein kreisförmiges Plateau mit einem Durchmesser von 75 × 70 Metern erhalten, das einen Meter über dem umliegenden Wiesenniveau liegt. Im Osten und Süden wird das Plateau von einem Bach umflossen. Die Nordseite des Plateaus bildet das Seeufer. Im Westen grenzt ein Trockengraben mit einer Tiefe von 1,2 Metern und einer Breite von 5 Metern das Plateau zur jüngeren Anlage ab. Die abgegrenzte jüngere Anlage besteht aus einem weiteren, westlich gelegenen Plateau, das eine Höhe von 1,8 Metern besitzt. Der Heimatforscher und Prähistoriker Jakob Röschmann erklärte Anfang der 1960er Jahre zum Fundplatz: „Das [östliche] Plateau [...] ist übersät und durchsetzt mit viel Bauschutt und Ziegelbrocken und besteht meist aus dunkler Erde.“
Um 1850 wurde offenbar auf dem westlichen Plateau des ehemals adligen Gutes das heutige Herrenhaus errichtet. Der neunachsige Backsteinbreitbau steht auf einem Granitquadersockel und besitzt ein flach geneigtes, schiefergedecktes Walmdach. Des Weiteren wurde dort eine Parkanlage eingerichtet.
Auf der Landkarte der dänischen Landesaufnahme von 1857/1858 war Südenseehof unter dem dänischen Namen Søndersøgaard zu finden. Auf der Karte der Preußischen Landesaufnahme um 1879 von der Husbyer Umgebung war Südenseehof mit seinen Gebäuden sehr detailliert eingezeichnet. In den 1960er Jahren wurde der Haupthof von Südenseehof weiterhin bewirtschaftet. 1961 lebten auf Südenseehof 14 Personen, 1970 nur noch 4 Personen. Südenseehof wurde irgendwann in neuerer Zeit die Adresse Satruper Straße 4 zugeordnet, es gehört aber zur Gemeinde Sörup.

## Besitzer
- 1472: von Pogwisch
- 1513: Johann Alberts verkauft an den König
- 1570: Caspar Hoyer
- 1578: Herzog Adolf
- 1600: von Magnussen
- 1619: von Wolframsdorf
- 1662: von Bützow
- danach: Mau
- 1710: Wenzel
- 1743: Brix
- Ab Mitte des 19. Jahrhunderts: Familie Diederichsen
- Seit 1994 Familie Feldhaus[9]

(Auflistung der Besitzer gemäß dem Buch von Jakob Röschmann, Seite 603)